# Chage & Aska
Chage & Aska (チャゲ & 飛鳥?, Chage ando Asuka) sono un duo musicale giapponese composto dai due cantautori della prefettura di Fukuoka, Chage (チャゲ?) (nato il 6 gennaio 1958) e Ryo Aska (飛鳥 涼?, Asuka Ryō) (nato il 24 febbraio 1958). Al 2011 hanno pubblicato quaranta album ed oltre trentuno milioni di dischi in Giappone.

## Storia
Formatisi a metà anni settanta su suggerimento della divisione artisti della Yamaha Music Foundation. Nel 1980 il duo pubblica il loro primo singolo di successo Banri no Kawa, a cui sono seguiti una serie di successi pubblicati ad intervalli irregolari per tutti gli anni ottanta. Tuttavia, grazie all'enorme successo di Hajimari ha Itsumo Ame singolo solista di Aska del 1991 ed alle numerose partecipazioni televisive del duo, è soltanto che negli anni novanta che Chage & Aska raggiungono il picco del loro successo. I singoli pubblicati in quel periodo, Say Yes, Yah Yah Yah, If, Heart, Meguri Ai, vendono circa cinque milioni di copie. Soprattutto Say Yes e Yah Yah Yah da soli vendono oltre due milioni di copie a testa. Inoltre il singolo Say Yes, pubblicato nel 1991, è il sesto singolo di maggior successo nella storia della classifica Oricon.
Chage & Aska hanno anche tentato di sfondare sul mercato mondiale, specialmente statunitense. La Yamaha ha infatti pubblicato una compilation di cover di Chage & Aska interpretati da artisti internazionali come (Maxi Priest featuring Shaggy, Lisa Stansfield, Chaka Khan, Michael Hutchence, Alejandro Sanz, Cathy Dennis, Apache Indian, Boy George, Richard Marx, Londonbeat, Marianne Faithfull e Wendy Matthews).
Nel 1994 il video musicale prodotto per il singolo On Your Mark è stato realizzato completamente in animazione e diretto da Hayao Miyazaki, direttore dello Studio Ghibli.

## Discografia

### Album in studio
- Kazemai (風舞?) （1980）
- Neppū (熱風?)(1981)
- Tasogare no Kishi (黄昏の騎士?)  (1982)
- Atsui Omoi (熱い想い?)(1982)
- Chage and Asuka  -21 Seiki (Chage & Asuka IV -21世紀?) (1983)
- Inside (1984)
- Z=One (1985)
- Turning Point (1986)
- Mix Blood (1986)
- Snow Mail (1986)
- Mr.Asia (1987)
- Rhapsody (1988)
- Energy (1988)
- Pride (1989)
- See Ya (1990)
- Tree (1991)
- Guys (1992)
- Red Hill (1993)
- Code Name.1:Brother Sun (1995)
- Code Name.2:Sister Moon (1996)
- No Doubt (1999)
- Not at All (2001)
- Stamp (2002)
- Double (2007)

### Album live
- Live in Denen Coliseum:  The Natsumatsuri '81 (The 夏祭り'81?) (1981)
- 1983.9.30 Chage and Aska Live in Yoyogi Stadium (1983)
- MTV Unplugged (1996)

### Compilation
- Standing Ovation (1985)
- Super Best (1987)
- The Story of Ballad (1990)
- Super Best II (1992)
- Yin and Yang (1994)
- Super Best Box; Single History 1979-1994 and Snow Mail (box-set compilation, 1994)
- Chage & Aska Very Best Roll Over 20th （1999）
- Chage and Aska 25th Anniversary Box 1 (box-set compilation, 2004)
- Chage and Aska 25th Anniversary Box 2 (box-set compilation, 2004)
- Chage and Aska 25th Anniversary Box 3 (box-set compilation, 2004)
- The Story of Ballad II (2004)
- The Best (2006)
- Nothing But C&A (2009)